# اچ‌ام‌اس اوشن (آر۶۸)
اچ‌ام‌اس اوشن (آر۶۸) (به انگلیسی: HMS Ocean (R68)) یک کشتی بود که طول آن ۶۳۰ فوت (۱۹۰ متر) بود. این کشتی در سال ۱۹۴۴ ساخته شد.